# 三方五湖レインボーライン

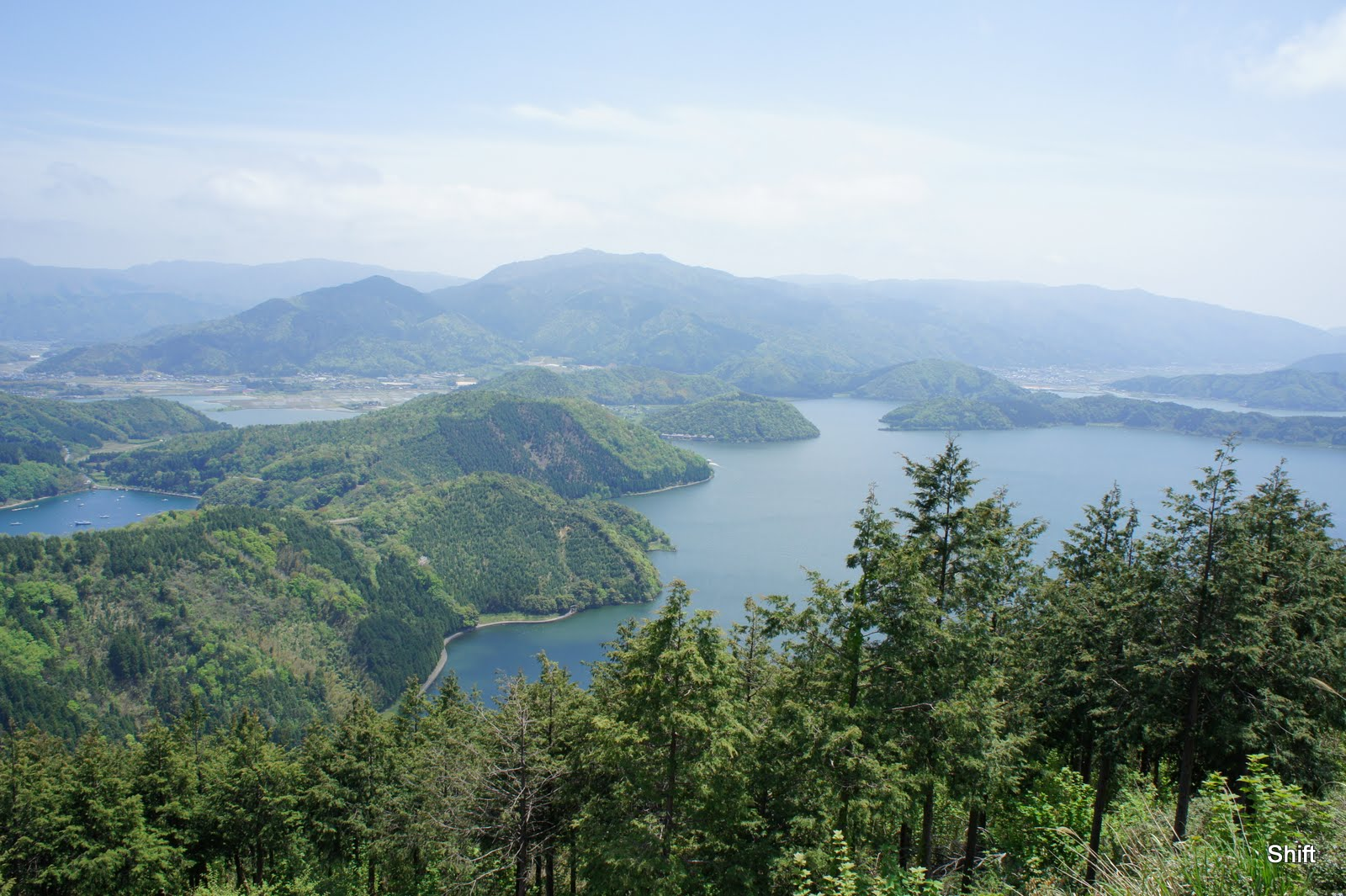
三方五湖レインボーラインから望む三方五湖

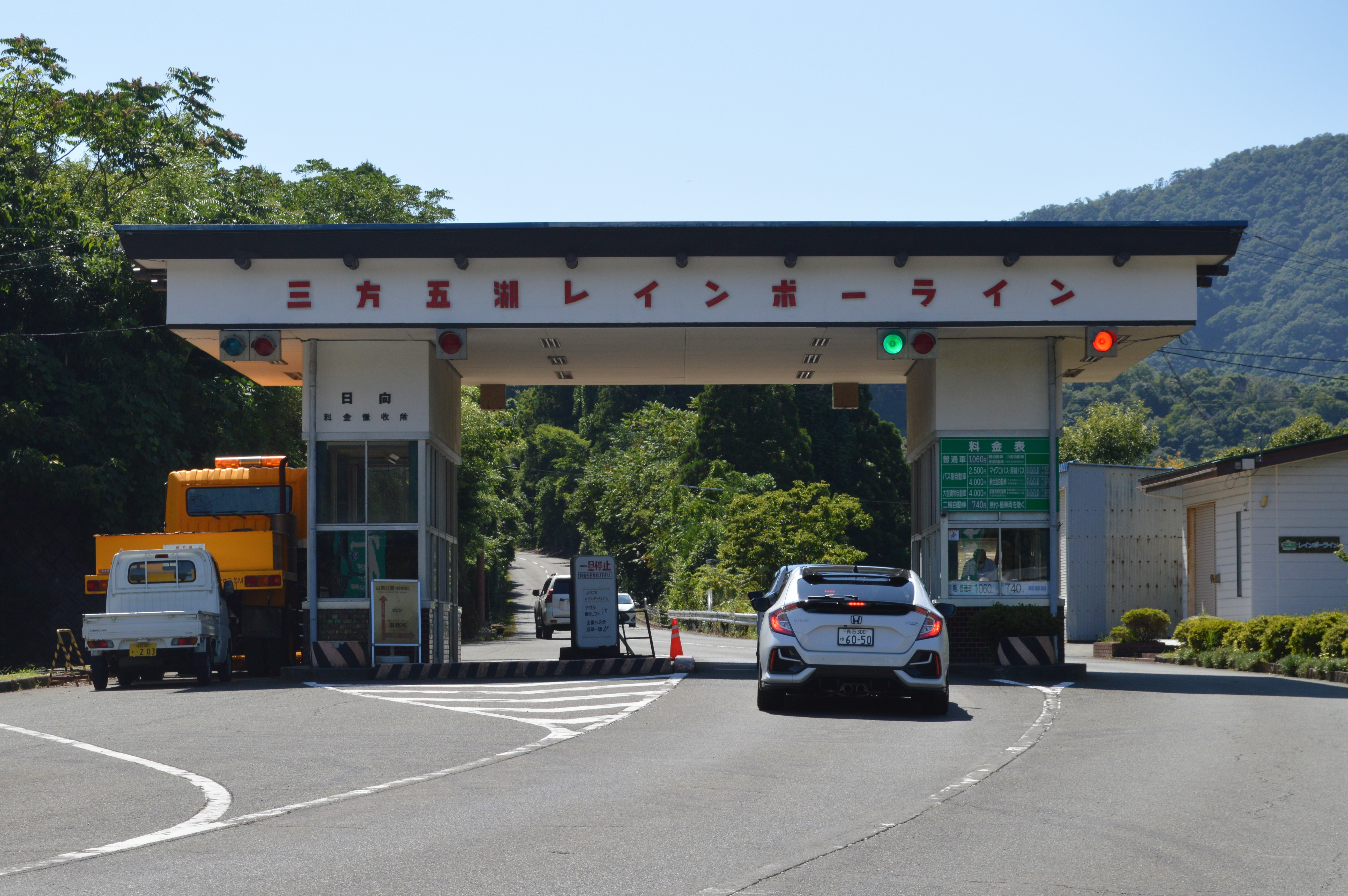
日向料金所

三方五湖レインボーライン（みかたごこレインボーライン）は、福井県三方郡美浜町笹田から同県三方上中郡若狭町田井に至る、延長15.1822 キロメートル (km) 、幅員6.9 - 108.6 メートル（m）の一般県道（福井県道）。かつては有料道路（道路運送法上の一般自動車道）だった。有料道路時代の正式名称は三方五湖有料道路（みかたごこゆうりょうどうろ）で、福井県道路公社が管理していた。山頂公園の運営は株式会社レインボーラインが行っている。
一般自動車道のため料金徴収期限はなかったものの、2022年（令和4年）9月30日に福井県道路公社が解散されることに伴い、道路管理を福井県に移管し、同年10月1日から福井県道273号三方五湖レインボーライン線として無料開放された。県道としては一般自動車道だった11.2 km区間の終点以降、福井県道216号常神三方線と重複して同線終点の国道162号交点に至る。うち本路線単独区間については、引き続き自転車、歩行者の通行が禁じられるとともに、夜間閉鎖が行われる。

## 概要
1968年（昭和43年）に開通。美浜町と若狭町にまたがり、若狭湾国定公園の観光名所であるリアス式海岸と、久々子湖・日向（ひるが）湖・三方湖・水月湖・菅湖からなる三方五湖を眼下に望み、梅丈岳（ばいじょうだけ）の山麓まで行くことができる観光道路である。梅丈岳山頂へはリフト、またはケーブルカーを利用する。若狭湾屈指の景勝地として知られる。
三方五湖レインボーラインを走行する路線バスは現在ないが、2021年（令和3年）に北陸新幹線の金沢駅 - 敦賀駅間開業を見据えた社会実験として、三方五湖レインボーラインを通る「ゴコイチバス」の運行を実施した（福井鉄道が運行主体）。

## 歴史
- 1966年（昭和41年）7月25日 - 道路建設に着手[4]。
- 1968年（昭和43年）
  - 5月19日 - 道路が完成[4]。
  - 5月20日 - 開通・供用開始[4][14][15]。供用開始時は福井県企業庁が管理[5]。
- 1974年（昭和49年）3月30日 - 道路管理を福井県道路公社に移管[5]。
- 2022年（令和4年）10月1日 - 福井県道路公社の解散に伴い道路管理を福井県に移管[2][3][5]、無料開放[3][7]。

## 路線概況
本路線単独区間（旧自動車道区間）
通年営業を行っている。営業時間は季節により異なる。途中にある第1駐車場にはレストハウスが併設されており、休憩や食事をすることができる。
- 路線区間：福井県三方郡美浜町笹田[4] - 福井県三方上中郡若狭町海山[4]
- 延長：11.24km[4]
- 設計速度：40km/h[4]
- 車線数：2車線[4]
- 通行可能車両：自転車および歩行者を除く車両（自転車以外の軽車両を含む）[18]
  - 自動車道時代は50 cc以上125 cc以下の道路運送車両法上の「第二種原動機付自転車（道路交通法上の小型自動二輪車）」の通行が可能であり、通行禁止の対象は歩行者・50 cc未満の道路運送車両法上の第一種原動機付自転車（道路交通法上の「原動機付自転車」）と自転車を含む軽車両であった[11][16][19][20][注釈 2]。

- 通行可能時間 [22]
  - 夏季 (3月1日から11月30日) 8:00 - 18:00
  - 冬季 (12月1日から2月28日) 8:00 - 17:00

重複区間

### 通行料金
通行料金は以下のとおり（無料化される前の2022年時点）。なお、これには後述の山頂公園の入園料は含まれていない。毎年4月に開催される「三方五湖春まつり」の期間中は通行料金が半額になる（2020年の春まつりは新型コロナウイルスの感染拡大のため中止、減額措置の実施も中止）。三方五湖有料道路全線のうち、日向（ひるが）料金所以東にあたる美浜町笹田から日向料金所までが無料開放区間である。
- 普通車（軽自動車・小型自動車・普通自動車）：1,040円[7]
- バス型自動車（定員29人以下、マイクロバス）：2,620円
- 大型バス自動車（定員30人以上、大型車）：4,260円
- 大型貨物自動車（積載量5t以下）：4,260円
- 自動二輪車：740円

無料開放後は、通行料は無料化されるものの、山頂駐車場は有料化され(入園料別)、
- 普通車　500円
- バス型自動車（定員29人以下、マイクロバス）：1,000円
- 大型バス自動車（定員30人以上、大型車）：2,000円
- 大型貨物自動車（積載量5t以下）2000円
- 自動二輪車：300円

となる。

### 利用状況
2018年（平成30年）度の通行台数は以下のとおり。
- 普通自動車：51,475台
- バス型自動車（マイクロバス）：245台
- バス型自動車・大型自動車：1,698台
- 二輪自動車：10,537台

## 地理
リアス式海岸の若狭湾と、久々子湖、日向湖、三方湖、水月湖、菅湖の五つの湖が点在する三方五湖を一望にして走ることが出来る。三方五湖はすべてつながっており、水質が湖ごとに淡水と海水の混じり度合いが異なることから、湖面の青色が微妙に違うところが見所である。山岳道路のように急勾配とカーブの連続で、三方五湖と若狭湾に挟まれた緑豊かな丘陵地帯を登って行く。途中の第1駐車場からは山頂公園まで上がれる索道があり、360度パノラマで若狭湾や三方五湖を展望できる。日向湖至近に位置する日向料金所（美浜町側）へは若狭梅街道が、海山料金所（若狭町側）へは国道162号がそれぞれ至近である。最寄りのICは舞鶴若狭自動車道の若狭三方ICで、第1駐車場までの距離は約10 kmである。

### 通過する自治体
- 福井県
  - 三方郡美浜町 - 三方上中郡若狭町

### 交差する道路
- 福井県道214号日向郷市線（美浜町笹田・笹田交差点、起点）
- 福井県道244号三方五湖公園線（若狭町気山）
- 福井県道216号常神三方線（若狭町海山 - 同町田井、終点で重複）
- 国道162号（若狭町田井、終点）

### 沿線
- 若狭湾
- 三方五湖
  - 日向湖
  - 久々子湖
  - 水月湖
- 世久見湾
- 梅丈岳（三方富士）
梅丈岳は、標高400.2 m、別名三方富士とよばれ、常神半島を形成する。

### 山頂公園

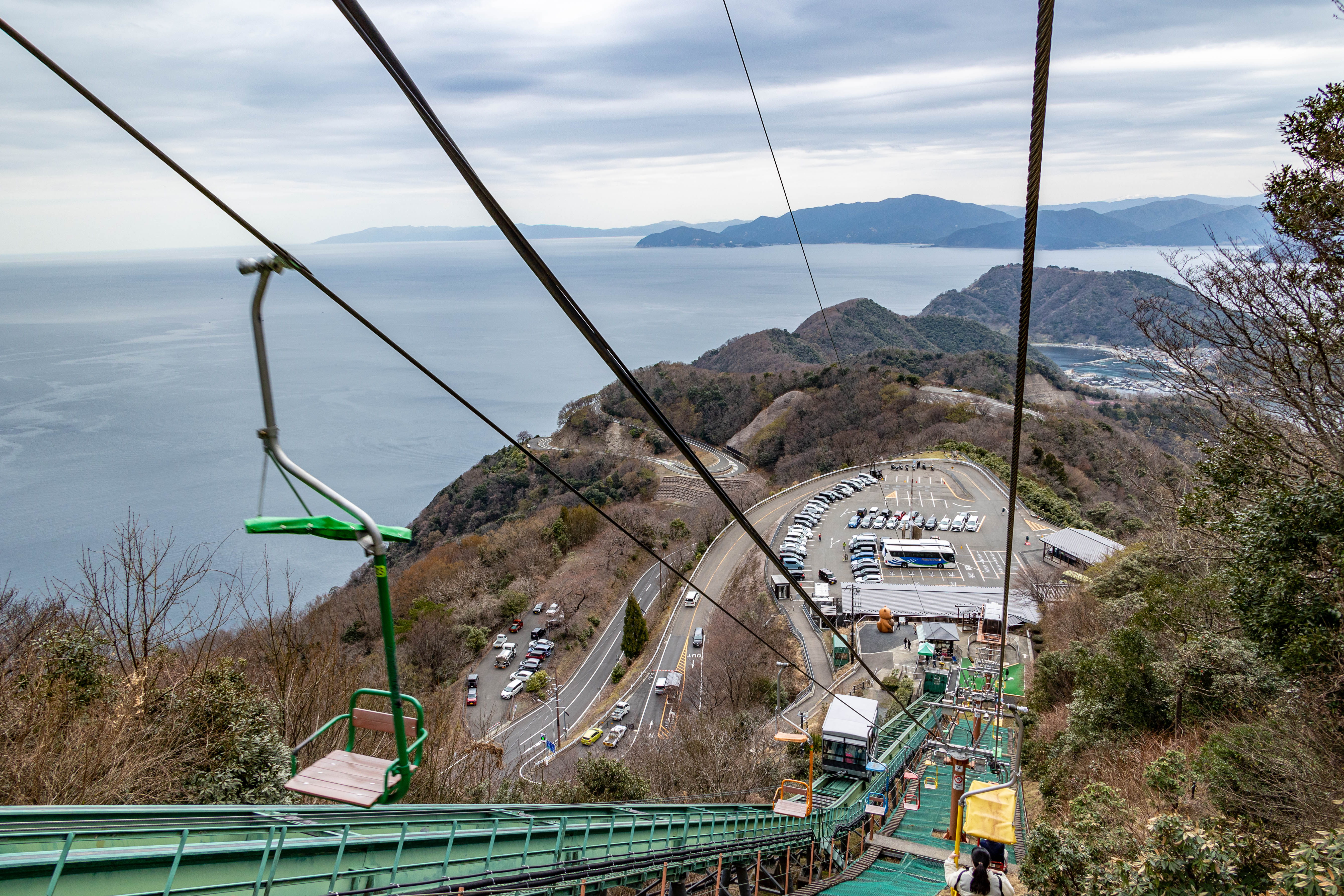
三方五湖レインボーライン山頂公園のリフトとケーブルカー。背景に日本海。

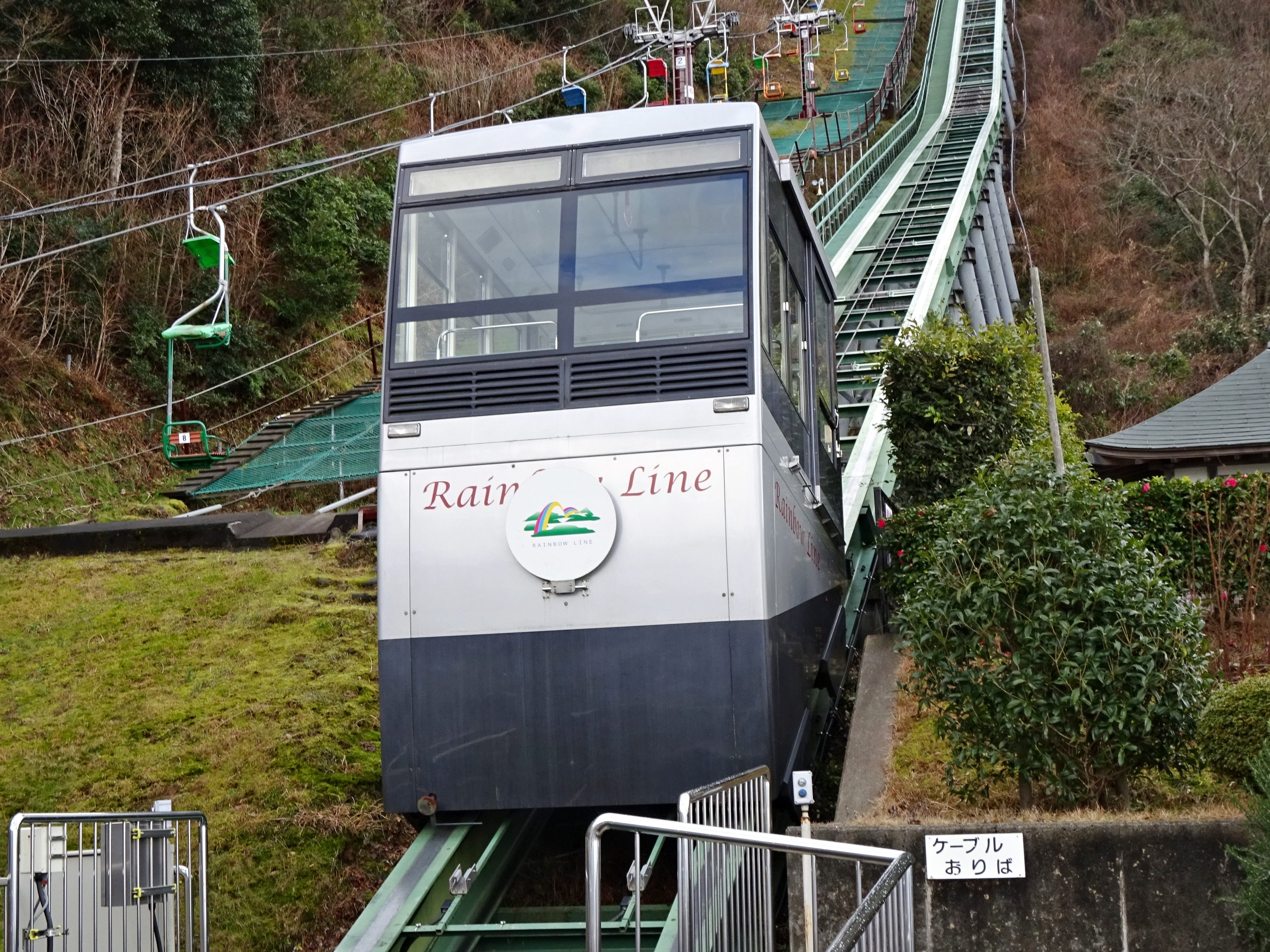
ケーブルカー近影

梅丈岳山頂には展望台があるレインボーライン山頂公園があり、三方五湖レインボーライン沿いの第１駐車場（道路の無料開放に伴い有料化）から山頂公園展望台へはリフトおよびケーブルカーが通じている（以前は第２駐車場付近から山頂公園展望台への第２リフトが営業していたが、現在は休止中となっている）。山頂公園への入園には入園料が別途必要。山頂公園展望台から若狭湾の雄大な展望を見ることができるほか、美浜町出身の歌手五木ひろし「ふるさと」の歌碑があり、歌も流れる仕掛けになっている。2018年（平成30年）から、通行台数の増加と北陸新幹線の敦賀駅延伸開業による観光客数の増加を目指したリニューアルを実施し、新たに足湯や三方五湖を眺められるテラスを設置した。
また、山頂公園が「恋人の聖地」に認定されており、2019年（令和元年）にはクールジャパンアワードも受賞している。